# 南川仁博
南川仁博（日语：／ Minamikawa Jinhaku，1892年11月—1984年4月1日），生於日本沖繩縣那霸市，舊名楚南仁博（日语：／ Sonan Jinhaku），以茶樹與柑橘類之害蟲研究為主，專精於鱗翅目與膜翅目之分類學。
1908年十六歲時搬到台灣台北。畢業於台北成淵學校，1909臺灣總督府博物館成立，所採得昆蟲標本即由楚南仁博等負責。1911年到總督府中學校（今建國中學前身）擔任雇員，1917年接替新渡戶稻雄在臺灣總督府農事試驗場（今行政院農業委員會農業試驗所前身）昆蟲部擔任雇員。
他為台灣日治時期少數求學過程於台灣完成的日籍動物學者，在當時雖只有中學學歷，但師從素木得一，擔任台灣總督府昆蟲部長素木得一的助手，對於台灣蝶類、柑橘類與茶樹害蟲及其天敵的分類與調查有其一定貢獻，且其動物學相關文獻發表數量也是當中佼佼者。
戰後，被聘任於中華民國台灣省農業試驗所，1947年與素木一起返回日本，改姓南川，任職於農林省東海近畿農試所茶業試驗場從事植物防疫，專精於於茶葉害蟲研究。1960年退休後，他在日本植物保護協會擔任合約員工。1961年以基褐綠刺蛾之生態學研究成果，北海道大學授予農學博士，任日本蛾類學會會長，同時為日本昆虫學會、日本應用動物昆虫學會名譽會員。晚年定居東京都花小金井市，1984年病逝於千葉縣柏市，享年92歲。
自1912年開始發表研究成果以來，至二次大戰結束前的三十年間，這位臺灣日籍學者發表了大量的論文，成為當時研究產量最高的學者之一。除了昆蟲學方面的研究，他還在霧社發現了生活在寒溫帶的山椒魚，並以其姓氏命名這一物種。此外，他對穿山甲的研究也做出了貢獻。

## 著書
- 南川仁博・刑部勝『茶樹の害虫』（1979年、日本植物防疫協会）